# Gerardo Sosa Castelán

Gerardo Sosa Castelán (Acaxochitlán, Hidalgo; 26 de julio de 1955) es un político, abogado, economista y criminólogo mexicano nacido en el estado de Hidalgo en México.

## Biografía
Originario de Acaxochitlán, Hidalgo, realizó su educación básica en escuelas primaria y secundaria de su natal Acaxochitlán, para posteriormente cursar su bachillerato en la escuela Preparatoria Dos, de la UAEH, en Tulancingo. En 1979 obtuvo el título de licenciado en Derecho.[cita requerida] En esta misma universidad cursó la Maestría en Criminología en 1985.[cita requerida] Obtuvo el Diplomado en Economía por la Universidad de Harvard, en Estados Unidos en 1990.[cita requerida]
Fue miembro del Movimiento Nacional de la Juventud Revolucionaria (PRI),[cita requerida] Presidente de la Federación de Estudiantes Universitarios de Hidalgo (FEUH), Presidente del Club de Fútbol Pachuca A.C., Secretario General del Sindicato Único de Trabajadores al Servicio de los Poderes del Estado de Hidalgo, Rector de la Universidad Autónoma del Estado de Hidalgo, Presidente de la región centro-sur de la Asociación Nacional de Universidades e Institutos de Educación Superior (ANUIES), presidente de la Fundación Hidalguense A. C., coordinador nacional de Instituciones de Educación Superior del CEN del PRI, diputado federal durante la LVIII legislatura, diputado federal de representación proporcional en la LX legislatura, coordinador del grupo de diputados priistas de Hidalgo, secretario de la Comisión de Ciencia y Tecnología, integrante de la Comisión de Educación Pública y Servicios Educativos, Presidente del CDE del PRI en Hidalgo, Precandidato del PRI al gobierno de Hidalgo.
Colaboró como columnista de la Organización Editorial Mexicana, abordando temas de interés social. El 2 de octubre de 2009 toma protesta como Presidente del  Patronato Universitario de la UAEH. El 20 de febrero de 2018 renuncia a su militancia en el Partido Revolucionario Institucional a través de una misiva dirigida a Enrique Ochoa Reza, dirigente nacional del PRI, donde argumentó que su renuncia se debía a que “el cambio resulta imposible en una organización política que ve en la crítica constructiva una expresión de indisciplina y en el debate abierto una forma de confrontación y enemistad”.
El 31 de agosto de 2020 fue capturado en cumplimiento de una orden de aprehensión girada por un juez federal por los delitos de operaciones con recursos de procedencia ilícita, peculado y defraudación fiscal.
Gerardo Sosa Castelán, expresidente del Patronato de la Universidad Autónoma del Estado de Hidalgo (UAEH), es absuelto de las acusaciones de delincuencia organizada y lavado de dinero tras un proceso judicial que duró cuatro años. El juez de control Gregorio Salazar Hernández, adscrito al penal de máxima seguridad del Altiplano, en el Estado de México, resolvió el sobreseimiento del caso el 26 de septiembre de 2024.